# Lunner
Lunner é uma comuna da Noruega, com 292 km² de área e 8 463 habitantes (censo de 2004).         